# オウマガトキFILM
オウマガトキFILMは日本の愛知県を拠点に活動しているホラーエンターテイメント番組及び心霊検証チャンネルである。

## 概要
メインパーソナリティのヒロ、トモ、カメラマンのTの3人でさまざまな心霊スポットや曰く付きの場所に潜入、検証を行うホラーエンターテイメント番組及び心霊検証チャンネルである。日本の愛知県岡崎市を拠点に活動している。
動画の恐怖度を甘口、中辛、辛口、激辛、超激辛の5段階を目安に測っている。
2020年1月から活動しており、2021年5月にチャンネル登録者20万人を突破した。
また、サブチャンネルとして逢魔時ノ裏通り【オウマガトキノウラドオリ】を開設している。
メインチャンネルは数ある心霊系チャンネルの中でも完全にホラーに特化しており、その怖さ故にニュースサイトなどでも特集として取り上げられることがある。
2022年8月より、メンバーシップ開始（OMGクラブ）。メインチャンネルでは、センシティブ過ぎて公開できないお蔵入り動画（有名どころだと、ヒロが死を覚悟した人怖「キメラ」など）、メンバー先行配信、オフ会・オフィシャルグッズの先行予約・販売、メンバー限定LIVEでは、撮影裏話などが視聴できる。
オフィシャルグッズは、非常にこだわりが強くデザイン性が高い（ヒロ曰く、普段使いで着用したいものにしたい）。その為、人気が高く、販売終了した商品は、メルカリで高額転売されている。また、アパレルブランドのSABBAT13、ホラー漫画家の伊藤潤二、イラストレーターの五月女ケイ子などとコラボしている。

## メンバー
勘違いされがちだが、3人共地元仲間や学生時代の同級・先輩後輩や仕事仲間という間柄ではなく、ホラー・オカルト好きなヒロや心霊スポット訪問を趣味とするトモらが共通の趣味からSNSで交流を深めて、オフ会ということで顔合わせが行われ、カメラマンとなるTさんの3人でYouTubeで心霊スポット訪問やオカルト関係の動画を投稿するグループYouTuberとして"オウマガトキFILM"が本格始動ということになる。
投稿頻度が数ヶ月に1度と低頻度投稿なことと、3人共専業YouTuberとしてではなく、社会人として生計を立てており、YouTube活動も「趣味や好きなことの延長線」と称している。
ヒロ 1988年9月17日（36歳）　
メインパーソナリティ・企画・編集担当
ホラー・オカルト系に明るく、YouTube投稿を始める前は1人で心霊スポット散策をしていた。
本職は不明だが、過去に不動産関連の仕事をしており、その関係で動画内で事故物件や空き物件の情報を仕入れてくることが多い。
トモ 1986年3月25日（39歳）
元々ヒロと共に心霊スポット散策をして交流を深めながら、YouTube投稿を始めた。
その理由も「死ぬまでに一度でいいから幽霊に会ってみたかった」というもの。
好奇心旺盛で恒例の1人実証実験に積極的に参加する。
ヒロとの撮れ高勝負で、結果的にチャンネルのクオリティを上げていたりする。
初期の撮影では、1人検証時に“場”に共鳴・同調（≒憑依？）して奇行をするなどした為、
『クレージートモ』の異名が付く。
本職は不明（自動車関連の製造業だとライブで明かしている。Tさんは、トモの会社の同僚）だが、動画内で「夜勤明け」や「日勤」「平日の有給取得失敗」などのワードから不定期時間勤務・シフト勤務の仕事をしている模様。
Tさん 1986年8月17日（38歳）　
カメラマン・サブチャンネル編集担当
メンバーの中では特にホラー・オカルト系は苦手とする人物。顔出しNGの為素顔は不明。
既婚者。子供2人。
趣味はギターで、その腕は相当良い。
YouTube生配信の時には天然さが垣間見え、癒しキャラ。
トモに誘われて参加することになったが、心霊は苦手ながらもメインの2人に引けを取らぬ怪奇現象を動画に収めることが多い。

## 有名な回

### ヤバい事故物件1週間住み込みチャレンジ(辛口-激辛)
本当にヤバいところへ来てしまったのかも知れない...。
本物の心霊体験に出会うべく、過去に2度の殺人が行われた事故物件にて、1週間住み込みチャレンジを行うことに。そこは1週間持たずに入居者が次から次へと入れ替わる部屋。ここに住んだ者たちの身に一体何が起こっているのか?1週間チャレンジを開始してから3日目のから、我々はこの部屋の異常さ、悍ましい闇を見始めることになる...。

### 密着・事故物件に住むということ(中辛)
怪奇現象が頻発する事故物件に住むとある男性に密着。
彼は何故事故物件を選んだのか?何故未だにこの部屋に住み続けているのか?密着を通しその謎が徐々に紐解かれていく。
彼自身の抱える闇とは?この部屋に渦巻く怪異の正体とは?

#### 本編
ヒロの知り合いの伝で事故物件に住む住人の紹介があった。その住人は事故物件に住み始めてから困ったことが頻発しており、調査をしてほしいと相談を受け、早速トモを引き連れ事故物件へと足を運んだ。
田口健人さん（仮名）。話によるとここは"前の居住者"が心理的な問題を抱えて自殺を図った部屋であると不動産から話を聞いたそうだ。田口さんは以前勤めていた会社を自己都合で退職し生活を変える必要があり、そこで家賃の安い物件を探していたところ現在の物件を見つけたそう。田口さんとしては、心霊・オカルト系の知識や関心がなく、家賃の異常とも言える安さに魅力を感じここに転居した。それから間もなく不眠症や精神的に弱ってしまった田口さんは心療内科を通院し向精神薬を処方してもらい、役所で生活保護申請を受理してもらうなどの普通の生活ができない状況になっていた。そこでオウマガトキFILMのことを知り調査をしてもらい、もし自分の心身の不調がこの部屋と関連しているのならば一刻も早い転居を検討していると伝えた。田口さんと話をしていくうちに、トモは対人関係が円滑に行かなかった経緯や転職を繰り返した過去から田口さんにシンパシーを感じるようになりそこから2人は食事を共にしたりして田口さんのやつれた顔にも笑みが出るなど徐々に人間らしい表情が戻っていった。
問題の事故物件内部について、田口さんは入居してすぐの状態で転居前の改装や清掃が行き届いていなかった点や明らかに自分のものではない見覚えのない代物が部屋に混じっているなどの状況に違和感を覚えたそう。残されていたのは3冊の本。不気味がって手に取らず、管理会社にも確認したところ「そちらで処分してくれ」と、完全に丸投げ・我関せずの状態。その本による影響かは不明だが、明らかに部屋の状況がおかしくなっているそう。
2人は田口さんの部屋に定点カメラの設置を了承させ、調査を開始。田口さんが明らかにうなされて金縛りにあっているかのように悶えている様子や息も途切れ途切れで目覚めた様子が映り、さらには田口さんやヒロ・トモではない何者かが存在するかのような映像も残っていた。それは人の脚の様にも見えれば、別映像には"溶けた人の顔"にも見えた。別日に再び部屋へ行くよう手筈を整えていた矢先に、事態は急変する。
ある日の深夜に突然2人緊急連絡を貰い急遽田口さんを尋ねた。田口さんの様子は怯えきっており明らかに病人のそれだ。部屋に誰か別の気配を感じで外で暇を持て余していたそうだが、戻ってくると気配は消えたと同時にこれまでしなかった異臭がし、完全におかしいと感じ2人に連絡したそうだ。確かに部屋内部は"腐敗臭"とも取れる鼻が曲がりそうな臭いが充満しており、さらに部屋は何故か通電していなかった。2日前から電気がつかないらしいが、電気代滞納でもなければ設備異常・故障でもないそうだ。部屋の鏡も段ボールやガムテープで隠されており、明らかに何か別の気配に対して行われたことが物語っている。ヒロは手段を選んでいられないと判断し、"田口さんの心身の異常は明らかにこの部屋に居住している影響によるものの為早急に転居すべし"と早々に結論づけた。
2人は田口さんから"前の居住者"のものと思われる本を渡されたが、そのうちの1冊がガムテープで巻かれ開けない状態にされさらにはカビ臭を発している状態に戸惑いを隠せない。こじ開けて開くと意味不明な文章や黒塗りされた箇所・謎の絵など部外者が見ても"ヤバいもの"と本能的に察することのできる代物であったことで3人は息を呑む。田口さんをトモと共に安全な場所へ連れて行き、ヒロは単身調査を開始する。本は自己啓発系の内容と思われるが見方によっては"自殺を助長する"内容とも取れ、本をこのような"ヤバい"状態にした本人の"この世の全てに対しての底知れない憎悪"が沸々と感じ取れてならない。単独検証の為1人部屋に残ったヒロも明らかに何者かの存在を察知する状況もあったが、これ以上長居は無用・身の安全を第一とし撤収した。その後田口さんは事故物件に二度と足を踏み入れることなく、すぐに転居した。
それからまもなく田口さんのご両親の墓参りに同行させてもらった。実はトモは田口さんからこんな話を聞いていた。田口さんの母親は彼が幼い頃に亡くなっており自営業を営んでいた父親にいつか跡を継いで欲しいという思いで育てられていたが、田口さんはその意思はなく所謂喧嘩別れの如く家を出てから疎遠な状態が続いていたという。2年前に父親は亡くなってしまったのだが、結局和解できぬまま本当に喧嘩別れの状態になってしまったことをずっと悔やんでいた。この墓参りが亡き父親への後悔・最初の懺悔となった。今思えば田口さんの精神面に一番影響していたのは、父親との確執だったのかも知れない。
ヒロは、今回の田口さんの身の回りで起きた心身の異変や超常現象は、"亡き父親との確執"による後悔の念を持った田口さんの"心の隙間"に、この部屋で自殺を図った"前の居住者"が遺した本を媒介し田口さんに漬け込み入り込もうとしたのではないかと仮説を立てた。あの時部屋内部で漂っていた異臭は間違いなく"腐敗臭"で、"溶けた人の顔"に見えた映像も本当に"溶けて"おり、長い間誰にも発見されず腐敗が進み顔も原形を留めていなかったのではないかと。それから気になるのはあの本にらあった"決断の日"と書かれた2014年8月の謎の日付。恐らく"前の居住者"が自殺を図った日と思われるが、田口さんが入居した半年前の日付と符合させる限り、もしかしたら本の所有者と"前の居住者"は別人で、この部屋で亡くなったのは1人ではないのではないか？と。6年前にこの部屋で"最初の事故"が起きて、そこから"呪いの連鎖"は始まってしまったのだろうか?そして、それは田口さんが金縛りにあって悪夢にうなされていた時にはっきり聞こえた言葉と本に直筆された文面を重ね合わせてゾッとした。
「次はお前の番だからな」
"俺は1人じゃない"

### 幽霊の出る怖い家(辛口-激辛)
オウマガトキFILMの下にある物件の紹介があった。そこは数年前に突如家族全員が失踪し、それ以来幽霊の目撃情報が相次いでいた。一時は転売されようとしていたが購入希望者も心霊現象に遭遇し契約白紙になってしまう。
この家の心霊現象と失踪事件は何か関係があるのだろうか?この家に住んでいた家族に一体何が起きたのか?今もなおこの家に蔓延る怪異の正体とは?

#### 本編
ヒロがかつて勤めていた不動産会社の先輩から「ある物件の調査をしてほしい」と連絡をもらった。会社はある"古い戸建"を取扱うことになったのだが、業界ではあり得ないレベルの破格で、当時飛び込みで来た売主も様子がおかしかったといった様子で、今すぐに物件を手放したいと焦っているかのような。その家は3人家族が今から数年前に突如失踪し現在に至るまで見つかっていないという。それで最近になって売主が土地と家を売りにきた経緯だという。一時は買い手も決まったのにも関わらず、買い手が会社に怒鳴り込んでくるトラブルとなり契約は白紙となってしまう。その内容も、「空き家のはずなのに人の気配がする。常識では理解しり得ないものを目の当たりにした。あの家はおかしい。なんというものを売ってくれたんだ」と。その方は物件購入前に家を下見がてら携帯で撮影をした映像を残していた。"仏間の部屋"へ入ると突然映像・音声が乱れ始める。するとどうだろう。無人の室内に戸棚が開く音が響き、明らかに人がいる気配がしてならない。そこで撮影した方は室内で"浮遊する生首のようなもの"を見たことで恐怖が頂点に達し、飛び出すかのように家を出たという。
ヒロはトモ達と共に家に潜入。ちなみにこの家に入る際あるルールを提示された。"ドアや戸を開けて移動する際必ず閉めること"。室内は埃っぽく人の出入りが明らかになされていないことがよく分かる。"仏壇の部屋"へと入ると、仏壇の上に神棚が設置され、空き家にも関わらず仏壇が使ったまま放置され御守りなども床に散乱していたり、使ったであろう入れ歯が残っているなど明らかに異常な状況だ。さらにかなり最近のものと思われる通夜・葬式が行われたと思われる祭壇もあった。
それぞれの部屋を見る限り、引っ越しや身辺整理をした後はなく、まさに忽然と姿を消したが如くものが残されている。また偶然かもしれないが先程の"ルール"に反して、戸棚や押し入れ・タンスの戸が完全に閉められていないことにも疑問を感じる。もう一度"仏間の部屋"に戻ると、早速異変が起きた。閉めて出たはずの部屋の横戸が半開きになっているのだ。映像にも残されているがトモが間違いなく戸を閉めている。今思えば、失踪した家族もこの家に棲む何かから逃れる為に"新興宗教"の類に縋っていたのかもしれない。
一通り下見を終えて、ヒロが単独検証に臨む。それでもやはり室内に人の気配を感じるが特に音や気配以外の異常は感じられないと室内の散策を始めた時、カメラ機器に異常が発生し、扉を開ける音が室内に響く。"仏壇の部屋"に向かうとまたしても、横戸が開いている。間違えなく閉めたことを確認しているヒロは動揺を隠せず、動悸も激しくなっていることがカメラ越しにもわかる。部屋に入りカメラを回している時だった。
「うわっ‼︎」
いる。ガラスの扉越しに"人間の生首のようなもの"が浮遊しているように見えた。普段冷静なヒロもこの時ばかりは平常時にはいられず、逃げるように家から飛び出た。
数日後。ヒロは撮影した映像を先輩に見せて、先輩も現象を目の当たりにし言葉を失っている状況だったが、映像然り自分も仕事に影響が出たことから、売主に「この家は事故物件の類ではないのか?契約キャンセルの事態も発生している。何か隠し事をしているのなら今後のこともあるので教えてほしい」と問い詰めたところ、売主は観念したかのように話をし出したという。
元々この家に住んでいた家族の母親と交流する機会があったという。その時、一人息子が精神疾患というか、"隙間に異常な恐怖心を抱く"ようになったらしい。閉めたはずのドアや戸棚・扉が開いていることが頻発したという。その影響で母親も精神的に病んでしまい、その影響で家を飛び出すかのように蒸発してしまったのではないかと。売主も内容が内容の為気味悪がり家には近寄らなかったそうだ。近頃になって再び家に立ち寄ったところ、新しい祭壇が設置されそこに失踪した父親と母親の遺影が置かれていたらしい。しかもその時これも最近のものと思われる、線香を炊いた跡と線香が燃えきり臭いが部屋に充満していたという。先ほどまで誰かがこの家に入り線香を焚いていたのか?それも自分や家族しか入れないはずのこの家に一体誰が...もうこれ以上この物件に関わりたくないと売主はすぐにでも手放すべく、不動産に駆け込んだという。
何故か開いている扉やドア、半開きの戸棚や扉、通夜か葬式で使う祭壇、そしてヒロがカメラに収めた"浮遊する生首のようなもの"...元々家に住んでいた家族のものなのか、家族以外の別の存在なのか、何故身体が欠損した状態で現れたのか。その理由を今となっては知る由もない...。

## メインチャンネル
- #1
- #2
- #3【甘口】女の霊が徘徊する事故物件で1人隠れんぼ｟心霊｠
- #4【甘口】①廃旅館で何者かが後ろから憑いてくる【前編】｟心霊｠
- #5【中辛】②廃旅館潜入完結編！【後編】｟心霊｠
- #6【甘口】完結編！女性の霊が居憑く部屋で1人コックリさん｟心霊｠
- #7
- #8【激辛】犬鳴トンネルの中でテント張って一泊なんてしたせいでこんな事になってしまったんだ｟心霊｠Japanese horror
- #9【中辛】十三佛　この後、僕達はお祓いに行きました｟心霊｠
- #10【中辛】ねえ、藁人形ゲームって知ってる…？｟心霊｠
- #11【中辛】廃ラブホテルに潜入！人でも幽霊でもないナニカがそこに居た…｟心霊｠
- #12【辛口】①ヤバイ事故物件１週間住込みチャレンジ【前編】｟心霊｠Japanese horror
- #13【激辛】②ヤバイ事故物件１週間住込みチャレンジ【後編】｟心霊｠Japanese horror
- #14【中辛】廃道にて…暗闇の中一寸先は崖の底、前後から迫る足音と話し声｟心霊｠
- #15【辛口】廃棄された家にあるブラウン管テレビの噂を調査｟心霊｠
- #16【辛口】廃旅館ーRevengeー 潜入スペシャル【ヒロ&トモW検証】｟心霊｠
- 【おまけ】廃旅館ヒロ独り探索【ほぼ無編集】｟心霊｠
- #17【中辛】少女の日記　廃ホテルに遺された、とある日記｟心霊｠
- #18【甘口】廃墟から持ち帰った『赤ちゃん人形』｟心霊｠
- #19【辛口】①顔が潰された逆さまの遺影/再掲【前編】
- #20【辛口】②顔が潰された逆さまの遺影/再掲【後編】｟心霊｠
- #21【中辛】霊の出る古井戸の中に入って蓋をしたら、そこは一体どんな世界なの？｟心霊｠
- #22【甘口】①夏本番！大肝試し選手権！【前編】｟心霊｠
- #23【辛口】②夏本番！大肝試し選手権‼︎【後編】｟心霊｠
- #24
- #25
- #26【中辛】バズビーズチェア　本当にあった！？座ると呪われる椅子に座った結果…！｟心霊｠
- #27【中辛】①密着　事故物件に住むということ【前編】｟心霊｠
- #28【中辛】②密着　事故物件に住むということ【後編】｟心霊｠
- #29【中辛】首無地蔵と女子高生の亡霊《心霊》
- 【番外】心霊映像スペシャル！アナザーストーリーVol.1｟心霊｠Japanese horror
- #30【中辛】①皿　心霊廃ラブホテル：RE【前編】Japanese horror
- #31【激辛】②皿　心霊廃ラブホテル：RE【後編】Japanese horror
- #32【中辛】①幽霊の出る怖い家【前編】｟心霊｠Japanese horror
- #33【激辛】②幽霊の出る怖い家【後編】｟心霊｠Japanese horror
- #34【中辛】事故物件＿リモート(心霊)Japanese horror
- 【番外】心霊映像スペシャル！アナザーストーリーVol.2｟心霊｠ Japanese horror
- #35【中辛】13號トンネル/口裂け女発祥の禁足地(心霊)Japanese horror
- #36【辛口】トイレの神様　神様の棲む廃墟※本動画はコメントを読まないでご覧くださいJapanese horror
- #37【中辛】①Dr.MEDIC 廃病院【前編】《心霊》Japanese horror
- #38【辛口】②Dr.MEDIC 廃病院【後編】《心霊》Japanese horror
- 【番外】幽霊マンション【心霊】
- #39【中辛】①この家の屋根裏には何かいる【前編】
- #40【中辛】②この家の屋根裏には何かいる【後編】Japanese horror
- 見てはいけない心霊写真｟心霊｠Japanese horror
- 【特別編】寺に持ち込まれた呪いの絵【STスタジオコラボ】心霊
- #41【中辛】①香水/前編 廃ホテルで過去1気味の悪いモノを見つけてしまった｟心霊｠Japanese horror
- #42【辛口】②香水/後編 廃ホテルで過去1気味の悪いモノを見つけてしまった｟心霊｠Japanese horror
- #43【中辛】①事故物件W検証/前編 どちらの事故物件がヤバいのか｟心霊｠Japanese horror
- #44【辛口】②事故物件W検証/後編 どちらの事故物件がヤバいのか｟心霊｠Japanese horror
- 凄まじい怨念…八王子最恐心霊スポット　道了堂跡地【前編】東京遠征特別編　第一夜
- 仏壇だけが残された部屋
- #45【中辛】①首無雛人形/前編 幽霊の出る屋根裏へ潜入調査した映像記録【心霊】Japanese horror
- #46【激辛】②首無雛人形/後編 屋根裏に飾られた首の無い雛人形の謎【心霊】Japanese horror
- #47【序章】①ルームツアー/悪霊から逃れるため異様な状態となった家Japanese horror
- #48【辛口】②ルームツアー/不気味すぎる一軒家に一泊してみたJapanese horror
- 『君は気づいたかｯ!?』あの動画を徹底検証スペシャル‼︎Japanese horror
- 心霊吊り橋と３連トンネルの昼の様子【昼の部】
- #49【中辛】吊り橋　恐怖!身の毛もよだつ心霊吊り橋、３連トンネルの怪【夜の部】Japanese horror
- とっても意外なひとと古い旅館でこわい話をしたんだよJapanese horror
- #50【辛口】パイプ椅子　１年半年お蔵入りの廃墟探索心霊映像Japanese horror
- 知らないほうがよかったね
- 『家賃の安い部屋』に訪問しました…
- #51【中辛】①呪怨の家　この家に入ると気が狂うJapanese horror
- #52【辛口】②呪怨の家　虫ダラケの女　明度、字幕調整版　Japanese horrorJapanese horror
- #53 首●り●体発見…【削除された動画】★メンバー限定
- 最高に理不尽で、最低な後味の悪さ
- OMGクラブのみんなへご挨拶 ★メンバー限定
- 【シーズン１】怪談師への道〜怪談コンテスト〜 ★メンバー限定
- オウマガトキFILM遂にメンバーシップ
- 初めての廃墟潜入!!＃4の動画を一緒に見てみよう！Japanese horror ★メンバー限定
- 暗夜　オウマガトキが暗夜の幽霊屋敷で一泊して何も起こらない訳が無い。Japanese horror
- 暗夜の動画に寄せられた幽霊コメントを見てみよう！Japanese horror ★メンバー限定
- 【お蔵入り】ホテル セリーヌ ★メンバー限定
- 『25分』に凝縮！心霊スポットLIVE徹底編集版！ ★メンバー限定
- あの廃旅館の映像を一緒に見てみよう！ ★メンバー限定
- ～つぐのひ～トモのホラーゲーム実況 ★メンバー限定
- 犬鳴トンネルにもう一度入る方法 ★メンバー限定
- 関越バス事故、闇が深すぎる出来事。 ★メンバー限定
- サイゼﾊﾝﾊﾞｰｸﾞ10皿大食い成功なるか？！ ★メンバー限定
- 【お蔵入り】トウゴク山/恐怖の山にて〇〇と遭遇… ★メンバー限定
- 【お蔵入り】トモさんが撮った心霊映像を検証しよう…！★メンバー限定
- 【お蔵入り】キメラ ★メンバー限定
- 【お蔵入り】イルカ池/またヤバイ遭遇… ★メンバー限定
- #54【辛口】①キジの写真/前編 この廃墟で何があった？2年に渡る調査の結果報告Japanese horror
- 【ﾒﾝｼﾌﾟじゃなきゃ無理】地上波テレビに映る心霊映像を一緒に観よう！ ★メンバー限定
- #55【辛口】②キジの写真/後編 この廃墟で何があった？２年に渡る調査の結果報告Japanese horror
- 【お蔵入り】皿の廃墟、不気味過ぎる張り紙の謎を調査 ★メンバー限定
- 東京で極秘に行われたイベントを限定公開！【次回予告アリ】 ★メンバー限定
- #56【辛口】①「三人家族」この家には今も家族が住んでいる/前篇Japanese horror
- #57【辛口】②「三人家族」この家に住む家族の歪んだ愛の形／後篇Japanese horror
- 【お蔵入り】ここはｱﾝﾊﾟﾝﾏﾝｶﾚｰの巨大廃墟Japanese horror ★メンバー限定
- #58【辛口】③「三人家族」再調査　Japanese horror
- #59【中辛】①『どこがｱﾝﾊﾟﾝﾏﾝｶﾚｰじゃ‼︎』前編/この巨大廃墟は…辛い！Japanese horror
- 【三人家族】忙しい人の為の後日談１ ★メンバー限定
- 【三人家族】忙しい人の為の後日談２ ★メンバー限定
- 【三人家族】忙しい人の為の後日談３ ★メンバー限定
- #60【辛口】②『どこがｱﾝﾊﾟﾝﾏﾝｶﾚｰじゃ‼︎』後編/この巨大廃墟は…辛い！Japanese horror
- 青木ヶ原樹海【OMGクラブ限定】 ★メンバー限定
- 心霊写真がどのようにあなたの日常に影響を及ぼすか。
- 【お蔵入り】天井裏から愛を込めて ★メンバー限定
- ヒロに『怖い‼︎』と言わせたい！廃ラブホ編 ★メンバー限定
- 【ｱﾝﾊﾟﾝﾏﾝｶﾚｰ】忙しい人の為の後日談１ ★メンバー限定
- 【ｱﾝﾊﾟﾝﾏﾝｶﾚｰ】忙しい人の為の後日談２ ★メンバー限定
- #61【中辛】朝鮮トンネルJapanese horror
- 【樹海】忙しい人の為の切り抜き3 ★メンバー限定
- スラムダンクを観る前の空き時間にて ★メンバー限定
- #62【中辛】 夜の校舎で待ち合わせ【前編】①　Japanese horror
- #63【激辛】 夜の校舎で待ち合わせ【後編】②Japanese horror
- 【お蔵入り】この家の人たち、みんな狂ってるよ ★メンバー限定
- #64【中辛】あの日から数日後…夜の校舎で待ち合わせ③Japanese horror
- 忙しい人の為の廃学校考察 ★メンバー限定
- ずっと、宙に揺れていた。
- 暗夜 新たな幽霊屋敷で一泊検証 前編Japanese horror
- 【お蔵入り】ファン ★メンバー限定
- 暗夜 新たな幽霊屋敷で一泊検証 後編
- 【お蔵入り】一家惨殺の家の二階には今もまだ少女がいる。 ★メンバー限定
- 危険な降霊術を、凄惨な事故物件で。 ★メンバー限定
- 椅子に座る顔の潰れた男を見てはいけない
- 廃墟の定点カメラに映る顔。●吊りか、飛び降りか… ★メンバー限定
- #65【中辛】お隣さん① 2件並びの事故物件【前編】Japanese horror
- #66【辛口】お隣さん②調査最終日【後編】Japanese horror
- #67【中辛】焼身自●の事故物件 お隣さん③Japanese horror
- 錆び鉄とコンクリ　青年の霊が居憑く廃墟 ★メンバー限定
- ゴーストパークへようこそ ★メンバー限定
- #68【中辛】お婆ちゃんは鬼になった【前編】
- 恐怖のオフ会追加公演決定‼️‼️ ★メンバー限定
- #69【辛口】お婆ちゃんは鬼になった【後編】
- 博士（ﾄﾓ）の愛した心スポ ★メンバー限定
- なぜ消した？遂に明かされる…『開かずの間』について ★メンバー限定
- #70【序章】"Ｆ"廃病院
- 【お蔵入り】顔が歪むトンネル ★メンバー限定
- #71【辛口】後編　"Ｆ"廃病院Japanese horror
- 三角形の幽霊屋敷 【ﾍﾗﾍﾗ三銃士まりな】
- 幽霊は視力の影響を受けない【藪の中の廃病院】 ★メンバー限定
- #72【序章】ホテル 活魚【前編】Japanese horror
- 首狩神社で丑の刻参りに遭遇…‼︎ ★メンバー限定
- #73【辛口】ホテル 活魚【後編】Japanese horror
- #74【中辛】三角形の幽霊屋敷 徹底検証
- ”F”廃病院 トモ単独潜入 最終章 ★メンバー限定
- MELANCHOLIC-メランコリック-
- 東京 極秘開催　恐怖のオフ会アーカイブ ★メンバー限定
- #75【辛口】あぐいの子供部屋 前編
- 【お蔵入り】仏花 危険な廃墟調査 ★メンバー限定
- 【限定動画】ミヨコさんの呪物 ★メンバー限定
- #76【辛口】あぐいの子供部屋 後編
- 【限定動画】あぐいの子供部屋 トモクレイジー検証 ★メンバー限定
- 【限定動画】高架下の首吊り怪道 ★メンバー限定
- 【50分越お蔵入】削除の恐れ有/早めにご視聴下さい ★メンバー限定
- 【無修正】「事故物件そのまま」の家に住む男性 ★メンバー限定
- #77【中辛】 『服部さんの家』事故物件そのままの家に住む男性
- My Favorite Place.わたしの好きな場所 ★メンバー限定
- 最終章『いる…』狂気の事故物件検証 メランコリック ★メンバー限定
- #78【激辛】 『いる…』謎のSDカードが見つかった事故物件調査 メランコリック
- 最新の心霊探査機で廃ラブホの幽霊を捉えろ‼︎ ★メンバー限定
- #79【辛口】前編『8ミリビデオ』事故物件に残されたビデオテープ
- #80【辛口】後編『8ミリビデオ』事故物件に残されたビデオテープ
- 【ヒロトモ散歩】三重県最恐心霊スポット【女鬼トンネル】 ★メンバー限定
- 霊 感 テ ス ト
- 営業中の心霊ラブホテル 一泊2日検証SP ★メンバー限定
- #81【中辛】"Ｎ"廃旅館 【入ってはいけない客室Ｘ号】前編
- 腐臭漂う事故物件を調査 ★メンバー限定
- #82【辛口】"Ｎ"廃旅館 【入ってはいけない客室Ｘ号】後編
- 初公開映像アリ【2024】恐怖の心霊映像BEST10※閲覧注意※
- 押入れのお父さんは優しい顔をしている ★メンバー限定
- 【激辛】開かずの間　特別編
- 女性従業員ストーカー●人の廃墟 ★メンバー限定
- 恵那峡大橋…●人容疑者飛び降り現場にて ★メンバー限定
- #83【激辛】形見さがし…霊の出る一軒家にて…
- 『撮影中断』憎悪を燃やす廃火葬場 ★メンバー限定
- #84【中辛】みゆきの廃墟　とある少女の日記
- 【前編】髪梳く女がすぐそこに。 ★メンバー限定
- 【後編】髪梳く女がすぐそこに。 ★メンバー限定
- #85【中辛】パンドラの家
- 心霊巡り『三十三千夕』 ★メンバー限定
- トモ恐怖の単独検証2本立てSP ★メンバー限定
- 【お蔵入】トンネルの奥にある謎の研究所跡地 ★メンバー限定
- #86【辛口】壁一面に、この家は。
- #87【中辛】最恐心霊廃墟『杉屋』…前編
- #88【辛口】最恐心霊廃墟『杉屋』…後編
- その扉を開いてはならない ★メンバー限定
- 殺人事件が起きたホテルに響く悲痛な叫びは誰の声？ ★メンバー限定
- 恐怖のオフ会 閲覧注意のアーカイブ ★メンバー限定
- #89【中辛】双子供養の掟
- 祝『遺影は無事、発見されました』 ★メンバー限定
- 🎊第2回‼️大肝試し選手権開催🎉 ★メンバー限定
- オウマガトキ不動産の素敵な物件紹介 ★メンバー限定
- #90【激辛】悪霊に乗っ取られた家
- 【ご報告】遺影の老婆が、天井に張り付いていた件について ★メンバー限定
- 幽霊の臭いを嗅いだことがあるか　詳細不明の心霊ホテル ★メンバー限定
- 腐乱⚪️体が見つかった危険過ぎる『蛇穴』の奥底で見たものとは…？ ★メンバー限定
- 海辺のブランコ ★メンバー限定
- #91【辛口】『カソード・レイ・チューブ』CATHODE-RAY TUBE
- #92【辛口】浮 遊…こんな事故物件聞いたことない
- 【一軒家】クローゼットの中で今も待っている ★メンバー限定
- 廃業した居酒屋の2階に潜むモノ ★メンバー限定
- 夜逃げ霊能者の家 ★メンバー限定
- 屋根裏から見つかった前住者の忘れ物 ★メンバー限定
- #93【辛口】我々が今回行なったことは本当に正しいことですか？
- 「ＰＲＡＹ」歪んだ信仰心 ★メンバー限定
- もう1つの忘れ物…10分7秒、依頼者の異様な笑い声について。 ★メンバー限定
- 前田家は、「呪われた奥田家」から監視されている（上） ★メンバー限定
- #94【中辛】七夕の家
- 前田家は、「呪われた奥田家」から監視されている（下） ★メンバー限定
- 東海オンエアてつや大絶叫‼︎…ヤバすぎる〇〇を見てしまいました…‼︎

## コラボ
- クリップストア（理由不明だが、現在コラボ動画は削除されている）
- 千秋
- おぎやはぎ 小木
- STスタジオ
- 村田らむ
- 暗夜
- ゾゾゾ（皆口、長尾）
- ヘラヘラ三銃士まりな
- シークエンスはやとも
- 松嶋初音
- 中村義洋
- 東海オンエアてつや

## 出演

### 映画
- 見える子ちゃん（2025年6月6日公開予定、中村義洋監督）[5]

## テレビ
- 初耳怪談（地上波放送情報　テレビ大阪にて毎週月曜深夜24時30分～放送中！）ヒロ単独出演
- 口を揃えた怖い話 第6弾★廃旅館の封印の間で戦慄体験！下北沢で恐怖のタイムリープ[字]（2025年7月28日 (月) よる 7時00分〜）[6]
- オウマガトキFILM　幽霊の出る怖い家（2024年8月11日、テレビ愛知）[7]
- オウマガトキFILMの地元である、テレビ局で、ヒロとトモは、リアルタイムで、Youtubeライブをした。Tさんは、コロナウイルス感染症の為、リモートにて参加となった。[8]
- オウマガトキFILM シリーズ（エンタメ〜テレ）[9]

オウマガトキFILMのYoutubeチャンネルの動画から、特別編集版として「幽霊の出る怖い家」、「ルームツアー」、「三人家族」、「首無雛人形」、「ヤバイ事故物件 1週間住み込みチャレンジ」、「事故物件に住むということ」、「この家の屋根裏には何かいる」を放送。

## 書籍
- オウマガトキFILM 視えないものが視える刻（漫画：稲垣みさお、『コミックアルナ』2024年12月号[10] - 連載） - 原案担当[10]
- なにかがいる～オウマガトキFILM 心霊調査報告書～[11]